# Sophie von Sachsen-Hildburghausen

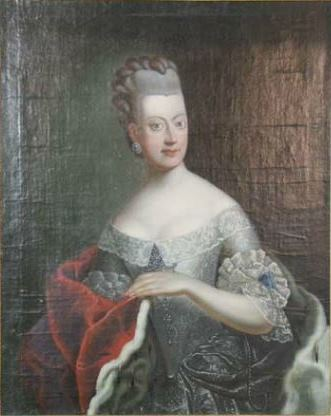
Sophie von Sachsen-Hildburghausen

Prinzessin Ernestine Friederike Sophie von Sachsen-Hildburghausen (* 22. Februar 1760 in Hildburghausen; † 28. Oktober 1776 in Coburg) war Erbprinzessin von Sachsen-Coburg-Saalfeld.

## Leben
Ernestine Friederike Sophie war die Tochter von Herzog Ernst Friedrich III. von Sachsen-Hildburghausen (1727–1780) und der Ernestine Auguste Sophie von Sachsen-Weimar-Eisenach (1740–1786). Damit gehörte sie dem Haus Sachsen-Hildburghausen an. Taufpaten der Prinzessin waren das dänische Königspaar, der König von Polen, und die Regenten der Häuser von Sachsen-Coburg, Sachsen-Weimar, Mecklenburg und Württemberg.
Am 6. März 1776 heiratete sie 16-jährig in Hildburghausen den Erbprinzen und späteren Herzog Franz von Sachsen-Coburg-Saalfeld (1750–1806), der zu jener Zeit bereits in seine spätere Frau Auguste Reuß zu Ebersdorf (1757–1831) verliebt war, das Verlöbnis mit Sophie aber nicht mehr auflösen konnte. Bereits ein halbes Jahr später am 28. Oktober starb Sophie kinderlos an einer Influenza. Sie wurde in der Gruft der Coburger Moritzkirche beigesetzt.